# Agrypon hancocki
Agrypon hancocki är en stekelart som beskrevs av Ian D. Gauld 1978. Agrypon hancocki ingår i släktet Agrypon och familjen brokparasitsteklar. Inga underarter finns listade i Catalogue of Life.